# Nim (igra)
Nim (njem. nehmen, uzeti) strateška je kombinatorna igra u kojoj se dvoje igrača izmjenjuju u uklanjanju predmeta iz različitih hrpa ili gomila. U svakom potezu igrač mora ukloniti barem jedan predmet, a može ukloniti bilo koji broj predmeta, pod uvjetom da svi dolaze iz iste hrpe ili gomile. Ovisno o inačici koja se igra, cilj je ili izbjeći uzimanje posljednjeg predmeta ili biti onaj koji uzima posljednji predmet.
Nim spada u kombinatorne igre potpune informacije i bez elementa slučajnosti. Tipičan je primjer igre misère (onaj tko je zadnji na potezu gubi).